# Cheilosia fraterna
Cheilosia fraterna es una especie de sírfido. Se distribuyen por el paleártico en Eurasia.